# Isochariesthes breuningi
Isochariesthes breuningi är en skalbaggsart som först beskrevs av Gilmour 1954.  Isochariesthes breuningi ingår i släktet Isochariesthes och familjen långhorningar. Inga underarter finns listade i Catalogue of Life.